# Quoi de neuf ?
 (janvier 2018).
Si vous disposez d'ouvrages ou d'articles de référence ou si vous connaissez des sites web de qualité traitant du thème abordé ici, merci de compléter l'article en donnant les références utiles à sa vérifiabilité et en les liant à la section « Notes et références ».
Quoi de neuf ? est dans l'édition le nom d'une collection de poche créée en 2011 par Frédéric Dufourg avec la publication du Programme du Conseil national de la Résistance commenté par Michel Rocard. 
« Quoi de neuf ? » est une collection nomade puisqu'elle semble pouvoir être hébergée par différents éditeurs. Le premier fut Elytis. Sa ligne éditoriale se caractérise par la volonté de mettre en perspective l'actualité avec l'histoire. Ainsi publié en 2014, L'Introduction à la Nouvelle géographie universelle d'Elisée Reclus, texte sur l'état du monde à la fin du XIXe siècle, est commentée par le journaliste voyageur contemporain Claude Villers. A l'Assemblée présente les lettres du Conventionnel Jacques Pinet sur l'atmosphère à l'Assemblée nationale en 1792 en les rapprochant du commentaire de Sandrine Doucet, députée jusqu'en 2016. Jean Ziegler, dans Discours sur la dette, prononcé par Thomas Sankara rapproche le thème de la dette du Tiers Monde de celle des pays riches. Cuba et l'Afrique est le titre donné au double discours prononcé par Nelson Mandela puis par Fidel Castro à l'occasion de la fête nationale cubaine de 1991 et qui annonce l'émergence de l'ANC en Afrique du Sud mais aussi la fin de la Guerre froide.
La mise en page, le volume et le traitement du sujet rappellent ceux de la presse-magazine avec des encarts pour faire le point sur une notion.

## Autres titres
- Benjamin Stora, Juifs, musulmans : la grande séparation, L'Esprit du temps, 2017.  (ISBN 978-2-84795-401-2)
- Rony Brauman, Diplomatie de l'ingérence, Elytis, 2016.  (ISBN 978-2-35639-188-9)
- Sylvain Mimoun, Le Couple dans tous ses ébats, Elytis, 2013.  (ISBN 978-2-35639-116-2)
- Michel Serres - Claude Dagen, Quoi de neuf chez les cathos ?, Elytis, 2012.  (ISBN 978-2-35639-104-9)
- Azouz Begag, Bouger la banlieue, Elytis, 2012.  (ISBN 978-2-35639-097-4)
- Jean Ziegler, Le Socialisme arabe, Le Bord de l'eau, 2019.  (ISBN 978-2-35687-620-1)